# Maki Zen'in
Maki Zen'in (禪院 真希, Zen'in Maki) é uma personagem fictícia do mangá Jujutsu Kaisen 0, criado por Gege Akutami. Estudante da Escola Técnica Superior de Jujutsu de Tóquio, ela é orientada por seu mentor Satoru Gojo. Enquanto se envolvia em missões relacionadas a maldições, Maki atuou como mentora de Yuta Okkotsu, um novato que tentava controlar o espírito amaldiçoado de Rika Orimoto, que atacava pessoas inocentes. No decorrer do mangá, é revelado que Maki foi rejeitada por um clã chamado Zen'in, com sua história sendo contada mais a fundo na série principal Jujutsu Kaisen, na qual ela enfrenta vários inimigos, aumentando a complexidade da trama.
Akutami concebeu Maki como uma personagem com profundidade a ser gradualmente revelada no desenrolar da série, destacando seu estilo de luta único, uma mescla de diferentes técnicas imaginárias. Ela é dublada por Mikako Komatsu em japonês e Natali Pazete em português. A recepção positiva à personagem Maki foi notada tanto em Jujutsu Kaisen quanto na sua prequela, devido à sua personalidade marcante e habilidades de combate únicas. Essas últimas são consideradas, frequentemente, incomuns para séries direcionadas a um público masculino.

## Criação e concepção
Embora Maki tenha se destacado em Jujutsu Kaisen, o mangaká Gege Akutami recomendou aos fãs que assistissem a prequela Jujutsu Kaisen 0 para terem uma compreensão mais aprofundada da sua trajetória de vida. O comprimento do cabelo da personagem é um detalhe que Akutami costuma alterar sempre que quiser. Além disso, o escritor destaca como Maki demonstra sua força física logo no início da série ao destruir uma arma com pura força bruta. No terceiro capítulo, Akutami gostou de escrever uma cena em que Yuta consola Maki Zen'in, fazendo com que ela saia corada de raiva sobre se deveria ou não se sentir aceita pelo seu amigo. Diante dessa cena, Katayama, editor de Akutami, reconheceu a compreensão de Yuta pelos sentimentos de Maki. Com os elogios do editor, Akutami decidiu revisar o roteiro dessa cena.
Tanto na minissérie original quanto no mangá principal de Jujutsu Kaisen são abordados os conflitos de Maki com os membros do clã Zen'in, cuja força impressionante liga ao Satoru Gojo. Akutami expressou no décimo terceiro volume a intenção de aprofundar-se e focar nos problemas enfrentados pelo clã Zen'in. O design de Maki evoluiu de óculos comuns para armações pretas ao longo da sequência, mas apenas para a batalha contra Suguru Geto. Ao ser questionada sobre a razão pela qual Maki geralmente se refere a Aoi Todo pelo sobrenome, Akutami explicou que é uma característica dela chamar os outros pelo primeiro nome, a menos que seja chamada pelo sobrenome. Isso resulta em situações que podem parecer falhas na trama ao lidar com outras pessoas. A príncipio, Maki usa uma arma para compensar a falta de energia amaldiçoada. Akutami revelou no fanbook da série que o fortalecimento de Maki como uma feiticeira de Jujutsu um tema essencial no mangá, que será o foco dos próximos episódios. O estilo de luta de Maki foi inspirado tanto no aikido quanto em uma combinação de artes marciais chinesas.

### Dublagem

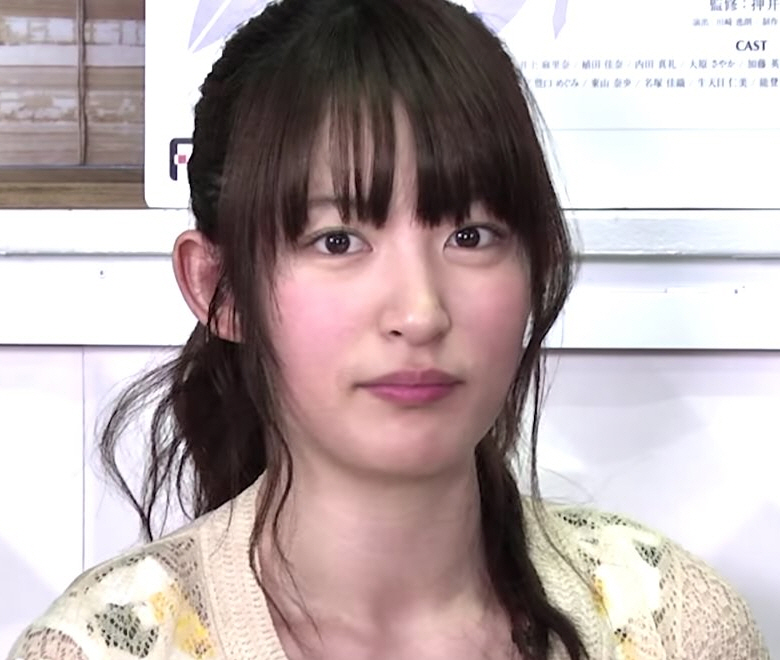
Mikako Komatsu, dubladora original de Maki

Mikako Komatsu dá a voz a Maki e comentou sobre a dinâmica entre seu personagem, Panda e Toge Inumaki, trazendo uma comédia interessante tanto na série de anime quanto na prequela, com Maki frequentemente falando alto. Inicialmente, ela era uma personagem adulta com uma postura agressiva, mas estava ciente de como essa atuação parecia mais jovem e reativa diante dos acontecimentos, em comparação com a série de televisão. Komatsu sentiu que o filme permitiu uma exploração da vulnerabilidade de sua personagem, principalmente nas relações com o tímido Yuta Okkotsu devido às semelhanças em suas personalidades frágeis. Maki enxerga sua força na capacidade de expressar de forma honesta seus sentimentos em momentos de fraqueza, frustrando consigo mesma e dando golpes pesados. Komatsu nota que Maki se torna mais empática ao interagir com Yuta, apesar do mesmo ser mais reservado. No entanto, ela reconhece que essa dinâmica difere bastante de seu papel na série de televisão, onde encontra com o protagonista Yuji Itadori, que possuía escasso ou nenhum conhecimento sobre feitiços. Komatsu gostou de participar do filme devido às cenas de ação empolgantes e à chance de encontrar com Megumi Ogata, atriz que dubla Yuta, graças ao seu talento excepcional.

## Aparições

Maki Zen'in em seus designs originais, tanto do filme anterior quanto da série principal, sendo um do primeiro ano (à esquerda) e outro do segundo (à direita).

### Jujutsu Kaisen 0
Maki Zen'in faz sua estreia em Jujutsu Kaisen 0 como uma jovem estudante da Escola Técnica Superior de Jujutsu de Tóquio sob a orientação de Satoru Gojo. Ela é encarregada de treinar Yuta Okkotsu, um adolescente problemático, para conter a ameaça da maldição da garota morta-viva Rika, que está atacando e perseguindo Yuta. Inicialmente, Maki zomba da fragilidade de Yuta, interpretando sua passividade como alvo frequente de bullying. Mesmo sem habilidade de combate, Yuta é designado para exorcizar uma maldição junto com Maki. Após se ferir, ela pergunta a Yuta sobre seus verdadeiros desejos, e ele revela o simples anseio por uma vida agradável em vez de solidão. Encorajado por Maki a lutar por seus objetivos, Yuta consegue, temporariamente, controlar Rika para fugir com ela.
Nos meses seguintes, Maki assume o papel de mentora de Yuta no manuseio da espada, capacitando-o para lutar independentemente, surpreendendo o companheiro de treinamento, com o intuito de torná-lo forte e lutar ao seu lado. Quando Suguru Geto, um dos amigos de Satoru Gojo, aparece na escola jujutsu, descobre-se que Maki, membra rejeitada do clã Zen'in, é alvo de zombaria, o que irrita Yuta profundamente. Após essa visita, Maki compartilha com Yuta o seu sentimento de ódio em relação ao próprio clã, e Yuta se junta a ela para lutar ao seu lado, confortando-a. Geto surge novamente no colégio jujutsu para capturar a maldição de Rika, derrotando todos os alunos. Yuta assume o controle de Rika para salvar seus colegas, forçando Geto a recuar enfraquecido.

### Jujutsu Kaisen
Em Jujutsu Kaisen, Maki retorna um ano mais velha como feiticeira do colégio jujutsu, ao lado de Panda e Toge Inumaki, enquanto Yuta está fora do país. Antes do Evento da Boa Vontade de Quioto, com senso de liderança, a feiticeira jujutsu encoraja Megumi Fushiguro e Nobara Kugisaki, alunos do primeiro ano, a serem mais fortes pelo seu amigo Yuji Itadori, que aparentemente estava morto, visando em ter companheiros de equipe fortes para ajudá-la a revelar seu potencial ao público. Durante o evento, os alunos do colégio jujutsu de Quioto tentam matar Yuji, recém-chegado com o espírito vingativo de Ryomen Sukuna, e Maki se une a ele e derrota sua própria irmã, Mai, que questiona as razões dela deixar o clã.
No decorrer do incidente de Shibuya, Maki opera em um esquadrão que continha Naobito, chefe do clã Zen'in, Nobara e Akari Nitta. Ocasionalmente separados, Maki e Naobito se encontram com Kento Nanami, e os três feiticeiros enfrentam Dagon, uma maldição de Grau Especial. Ao longo do duelo, Naobito salva a vida de Maki graças a sua velocidade, com ela se sentindo humilhada porém lutando continuamente em sincronia com o chefe do clã e Nanami. Após um embate intenso dentro da expansão de domínio de Dagon, que envolveu Megumi Fushiguro, Maki sofre diversos ferimentos graves e perdeu um de seus olhos ao ser pega de surpresa por Jogo, outra maldição. Mesmo após o ocorrido, ela continuou lutando ao lado de Yuta e dos demais colegas da escola jujutsu contra Kenjaku, no qual tomou Geto como receptáculo.
Após a trágica morte de Mai, em uma tentativa de salvá-la, Maki ganhou a habilidade de visualizar maldições sem a necessidade de óculos. Revoltada com a perda de Mai e com as dores que ambas tiveram que suportar na infância, Maki decide se vingar, eliminando seu próprio pai e todos os membros do clã Zen'in. Mais tarde, ela participa do Jogo do Abate como jogadora, aproveitando de sua habilidade especial para ultrapassar as barreiras das colônias. Noritoshi Kamo, um estudante da escola de Quioto, logo se une a ela nessa jornada e ambos entram na colônia de Sakurajima, porém são atacados por Naoya Zen'in, o qual tornou-se um espírito amaldiçoado de Grau Especial criado através da vingança por sua própria morte provocada por Maki e sua mãe. Ambos os feiticeiros jujutsu se envolvem em uma batalha intensa, resultando em graves ferimentos a Maki. Ela é forçada a retirar-se para se curar, enquanto Noritoshi se encarrega de deter Naoya até que ela possa exorcizá-lo, mesmo que isso lhe custe a vida. A fim de descobrir o que lhe faltava para se igualar a Toji Fushiguro, Maki aceita lutar sumô contra o jogador Rokujashi Miyo em seu domínio, que ensinou a ela como libertar a sua mente e notar tudo ao seu redor sem peso nos ombros. Conseguindo sua liberdade mental, a feiticeira desperta completamente, tornando-se exatamente como Toji, derrotando Naoya logo em seguida.
Posteriormente, no dia 16 de novembro ao meio dia, Maki Zen'in se reencontra com Yuji, Megumi e seus aliados, informando a eles que Yuki Tsukumo e Choso foram derrotados por Kenjaku e que Tengen foi capturado, além de revelar que alguns civis foram afetados ao se fundirem com a energia amaldiçoada de Tengen. Às três horas da tarde, ela e Kiyotaka Ijichi, diretor-assistente da escola jujutsu, levam Tsumiki Fushiguro, meia-irmã de Megumi, para a colônia de Tóquio, conforme o plano de retirá-la do Jogo do Abate discutido na reunião. Entretanto, logo depois que Megumi Fushiguro foi tomado como o novo receptáculo de Ryomen Sukuna, Maki é surpreendida um ataque aleatório de Nue, shikigami da técnica das Dez Sombras, o qual ela conseguiu escapar. Pouco tempo depois, ela decide se juntar a Yuji Itadori para um duelo contra Sukuna. Enquanto os três lutavam em alta velocidade, o Rei das Maldições toma distância e a batalha é interrompida por Uraume, servo de Sukuna, que lançou uma técnica de extensão denominada Geada Calma (霜凪, Shimonagi) em sua produção máxima de energia amaldiçoada, congelando Maki e Yuji.

## Recepção
A resposta da crítica à personagem Maki na série principal foi bem recebida durante o arco do Evento da Boa Vontade de Quioto entre os estudantes jujutsu. Quando estava prestes a exibir suas habilidades pela primeira vez, o Anime News Network demonstrava cansaço das inúmeras lutas do arco e ansiava pelo destaque de Maki na trama. A batalha posterior entre as irmãs Zen'in recebeu elogios tanto pela qualidade da animação quanto pela exploração do passado de Maki. O Fandom Post destacou Maki como "a estrela do show", enfatizando sua habilidade de superar seus inimigos com uma personalidade arrogante, superando Nobara. O Comic Book Resources afirmou que Maki e Nobara "esmagam" as expectativas, especialmente ao lidar com as irmãs e deixando uma sensação de tristeza devido às complexidades não totalmente esclarecidas das rivalidades familiares dentro do clã Zen'in. O Anime News Network gostou da coreografia de ambos os combates, achando-os mais agradáveis do que a luta de Yuji, entre outras. O site também destacou a cena "inovadora" em que Maki derrota Momo. Ao focar nas ações de Maki na série, o Comic Book Resources ressaltou que o clã Zen'in errou ao desaprovar Maki, já que ela continua surpreendendo tanto o público quanto o elenco. O Manga News elogiou a forma como os conflitos entre as irmãs Zen'in foram bem executados no mangá.
Além disso, houve comentários sobre o papel de Maki em Jujutsu Kaisen 0. De acordo com Real Sound, Maki é fundamental para ajudar Yuta a superar seu trauma, encorajando-o a buscar a liberdade que deseja. Mary Sue concordou com um elogio semelhante, destacando seu desenvolvimento ao lado de Yuta; Real elogiou especialmente a conexão entre os feiticeiros jujutsu de modo geral. Em certo ponto, é mostrado que Maki treina Yuta e eles desenvolvem uma amizade, o que acrescenta maior profundidade ao mangá principal. De acordo com o Anime UK News, o papel de Maki em Jujutsu Kaisen 0 foi mais bem-sucedida do que na série original devido à exploração de seu passado. A Digital Trends também elogiou a caracterização de Maki, destacando como ela se mostra única ao lidar com Yuta, diferentemente do que é visto na série televisiva. Além disso, as cenas de ação protagonizadas por Maki foram elogiadas pela Hitc, que os considerou uma fonte de alívio cômico junto aos outros estudantes, em contraste com a abordagem mais séria de Yuta. Por sua vez, o site The Mary Sue ficou encantado com Maki, referindo-se a ela como "uma RAINHA absoluta" e ressaltando o destaque de sua história pessoal, ainda que similar à da série principal. Por outro lado, Otaquest lamentou a diminuição dos papéis dos personagens secundários no final, quando são derrotados por Geto. Da mesma forma, Siliconera lamentou a restrita participação de Maki no filme, uma vez que apreciava a personagem e desejava que a série focasse mais nela.
De acordo com uma pesquisa de popularidade realizada pela Viz Media em março de 2021, Maki foi classificada como o 11º personagem mais querido da franquia Jujutsu Kaisen. A performance de Mikako Komatsu no papel de Maki também recebeu elogios da One Sports, sendo considerada uma das melhores do elenco. Segundo o Den of Geek, Maki foi destacada como uma das personagens femininas mais bem exploradas na manga shonen, devido ao modo como é representada como uma combatente habilidosa, em contraste com obras anteriores em que as mulheres desempenhavam papéis secundários. Sua abordagem aos combates também recebeu elogios, sendo retratada como igualmente poderosa ao protagonista Yuji Itadori, mesmo tendo menos energia, o que está intimamente ligado à sua história pessoal. O site Polygon concordou com essa avaliação, enfatizando que embora existam séries como Bleach, Soul Eater e Hunter x Hunter com personagens femininas semelhantes, muitas vezes seus papéis são limitados ou não tão inspiradores quanto dos personagens masculinos. A Comic Book Resources observou que Maki assumiu uma personalidade sombria após o arco de Shibuya, enquanto o seu corpo ficou tão danificado no processo que surpreenderia os espectadores apenas do anime.